# Evciler (district)
Evciler is een Turks district in de provincie Afyonkarahisar en telt 8.609 inwoners (2007). Het district heeft een oppervlakte van 141 km².
De bevolkingsontwikkeling van het district is weergegeven in onderstaande tabel.
| 1997   | 2000  | 2007  |
| ------ | ----- | ----- |
| 12.284 | 9.486 | 8.609 |